# Štefan Vašek
Štefan Vašek (15. prosince 1936 Lučenec – 13. ledna 2017 Praha) byl československý a slovenský speciální pedagog, vysokoškolský učitel, spolutvůrce koncepce speciální pedagogiky v Česku a na Slovensku.

## Pedagogická činnost
Nejprve působil na speciálních školách v Slavnici a Ladcích. Od roku 1978 na Pedagogické fakultě Univerzity Komenského v Trnavě a Bratislavě, kde byl také proděkanem. V letech 1979–2005 byl vedoucím katedry speciální pedagogiky. Mezi roky 1999–2002 působil v Akreditační komisi slovenské vlády. Přednášel také na Katolické univerzitě v Ružomberku či Univerzitě Jana Amose Komenského v Praze.

## Vyznamenání
Je držitelem Řádu Ľudovíta Štúra II. třídy z roku 2013 za zásluhy o rozvoj speciální pedagogiky na Slovensku.

## Významné publikace
- Špeciálna pedagogika : terminologický a výkladový slovník. [s.l.]: Slovenské Pedagogické Nakl, 1994. ISBN 80-080-0864-4.
- Špeciálno-pedagogická diagnostika. [s.l.]: [s.n.], 1999. ISBN 80-080-2056-3.
- Pedagogika viacnásobne postihnutych. [s.l.]: Sapientia, 1999. ISBN 80-967-1804-5. (slovensky)
- Základy špeciálnej pedagogiky. [s.l.]: Vysoká škola Jana Amose Komenského, 2005. ISBN 80-86723-13-5. (slovensky)